# Konstanty Olizar
Konstanty Olizar herbu Chorągwie Kmitów – członek Generalności konfederacji barskiej w 1771 roku, marszałek województwa wołyńskiego w konfederacji barskiej, podkomorzy włodzimierski w 1765 roku, starosta siennicki w 1760 roku, starosta łojowski.

## Życiorys
W 1764 roku był marszałkiem sądów kapturowych województwa wołyńskiego, podpisał elekcję Stanisława Augusta Poniatowskiego z województwa wołyńskiego, poseł na sejm elekcyjny 1764 roku. W załączniku do depeszy z 2 października 1767 roku do prezydenta Kolegium Spraw Zagranicznych Imperium Rosyjskiego Nikity Panina, poseł rosyjski Nikołaj Repnin określił go jako posła wrogiego realizacji rosyjskich planów na sejmie 1767 roku, poseł województwa wołyńskiego na sejm 1767 roku.